# Callophrys amphichloros
Callophrys amphichloros är en fjärilsart som beskrevs av Cabeau 1923. Callophrys amphichloros ingår i släktet Callophrys och familjen juvelvingar. Inga underarter finns listade i Catalogue of Life.